# NGC 3153
NGC 3153 (również PGC 29747 lub UGC 5505) – galaktyka spiralna z poprzeczką (SBcd), znajdująca się w gwiazdozbiorze Lwa. Odkrył ją William Herschel 19 marca 1784 roku.
W galaktyce tej zaobserwowano supernową SN 2012gl.